# Área de conservación Kavango-Zambeze

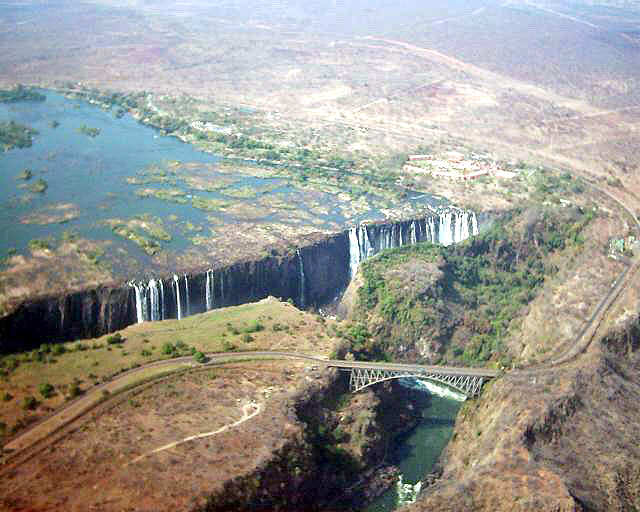
Las Cataratas Victoria durante la estación seca.

El Área de Conservación Kavango-Zambeze es el proyecto aprobado para crear en África un parque transnacional de 519.912 km² en las cuencas de los ríos Okavango y Zambeze. 
El parque es un esfuerzo de conservación común entre Angola, Botsuana, Namibia, Zambia y Zimbabue, países que en noviembre de 2006 firmaron el protocolo de creación del área de conservación que iniciará sus actividades en 2010 e incluye diversos parques nacionales y áreas de conservación ya establecidas, entre ellas las el delta del río Okavango y las Cataratas Victoria. Actualmente, la región cuenta con cerca de 250.000 elefantes, que nuevamente podrán desplazarse libremente sobre grandes distancias en lugar de verse confinados como es el caso actualmente en parques más pequeños.
Se espera que además del efecto sobre la conservación de las especies, este parque tenga un impacto positivo en las economías de estos países gracias a la actividad turística que se generará. Antes que el parque entre en funciones, hay un esfuerzo grande para eliminación de minas y desplazamiento de poblaciones recientemente establecidas en las cuencas de los ríos.

## Componentes
El Área de Conservación Transfronteriza Kavango-Zambezi tiene una superficie de 520.000 km². De esta superficie, el 17% se encuentra en Angola, el 30% en Botsuana, el 14% en Namibia, el 25% en Zambia y el 14% en Zimbabue.
287.132 km² del territorio incluido son zonas protegidas preexistentes. Las zonas protegidas incorporadas son
en Zambia:
- Parque nacional Kafue
- Parque Nacional Liuwa Plain
- Parque nacional de Mosi-oa-Tunya
- Parque nacional Sioma Ngwezi
- Parque Nacional del Bajo Zambeze

en Namibia:
- Parque nacional de Bwabwata
- Parque nacional de Khaudom
- Parque nacional de Mangetti
- Parque nacional de Mudumu
- Parque nacional de Mamili

en Botsuana:
- Parque nacional de Chobe
- Parque nacional de Makgadikgadi Pan
- Parque nacional de Nxai Pan
- Reserva de caza Moremi

en Zimbabue:
- Parque nacional de Chizarira
- Parque nacional Hwange
- Parque nacional de Kazuma Pan
- Parque Nacional de Mana Pools
- Parque nacional de Matusadona
- Parque nacional de las Cataratas Victoria
- Parque nacional Zambezi

en Angola:
- Parque Nacional de Luengue-Luiana
- Parque Nacional de Longa-Mavinga